# Seiji Ono
Seiji Ono (jap. 小野 誠治, Ono Seiji; * 18. Juni 1956 im Landkreis Nishiuwa, Präfektur Ehime) ist ein ehemaliger Tischtennisspieler aus Japan. Er nahm von 1979 bis 1987 an fünf Weltmeisterschaften teil. Ono spielte ein sehr topspin-betontes Tischtennis im japanischen Penholder-Stil. Er war ein sehr athletischer Spieler, der neben dem Training der Tischtennistechnik auch viel Zeit in Krafttraining und Ausdauerläufe investierte.

## Erfolge
Seinen größten Erfolg erzielte er 1979 in Pjöngjang, als er im Endspiel den Chinesen Guo Yuehua (der wegen eines Muskelfaserrisses im 4. Satz aufgeben musste) besiegte und dadurch Weltmeister wurde.
Weltmeisterschaft 1979
- 1. Platz Einzel
- 3. Platz Mannschaft

Weltmeisterschaft 1981
- 3. Platz Mannschaft

Weltmeisterschaft 1983
- 3. Platz Doppel (mit Hiroyuki Abe - JPN)

Weltmeisterschaft 1985
- 4. Platz Mannschaft

Weltmeisterschaft 1987
- 6. Platz Mannschaft

Asian Games 1982
- 3. Platz Einzel
- 1. Platz Doppel
- 2. Platz Mannschaft

Olympische Spiele 1988
- Achtelfinale

Quelle: ITTF-Datenbank